# Naroma mabilli
Naroma mabilli är en fjärilsart som beskrevs av Rochenbrune 1884. Naroma mabilli ingår i släktet Naroma och familjen tofsspinnare. Inga underarter finns listade i Catalogue of Life.